# وستون تورويل (باكينجهامشير)
وستون تورويل (بالإنجليزية: Weston Turville)‏ هي قرية وأبرشية مدنية تقع في المملكة المتحدة في إنجلترا. يقدر عدد سكانها بـ 3,127 نسمة .